# 木材産業
木材産業 (もくざいさんぎょう) とは、山や林・森から切り出した木を用途に応じて加工する産業のことである。 林業・木材産業改善資金助成法においては「(木材産業とは) 木材製造業、木材卸売業又は木材市場業をいう」と定義されている。

## 概要
木材産業とは、古くから続く産業のうちの一つであり、世界で行われる産業のうちの一つである。また、人が生きていくうえで欠かせることのできない産業である。地球の30%は森林であり、世界では、用材と薪炭材として供給され、主として面積の広く人口の多い地域で盛んである。木材の用途としては、北米・欧米・東アジア(日本・韓国)などの先進国で用材が主であるのに対して、アフリカやアジアなどの発展途上国では薪炭材が主である。近年、機械が進んだことにより伐採・製材を同時に行うこともある。伐採は1次産業、製材・加工は2次産業とされる。

## 林業との区別
一般に、木材の切り出し・木材の加工等を指す。植林や人工林の整備・伐採は林業に含まれ、木材産業ではない。しかし、概要でも触れたように伐採から製材までを一貫して行うことが近年増えてきている。刊行物によっては、林業は木材産業の中の一つとしているものもあるが、日本の検定教科書においては、林業のページに木材産業が記載されている。

## 歴史

### 日本においての歴史
日本での歴史は、縄文時代以前からあったとされている。日本最古の記録は日本書紀の中にあり、スサノオノミコトが「スギとクスノキは船に、ヒノキは宮殿に、マキは棺に使いなさい。そのためには種を蒔きなさい。」と言ったとされる。事実、遺跡からも発掘されており、硬いツバキは斧の芯として、カシはしなるので弓に、トチノキは削りやすいので木器にカシ・ヒノキ・クリ・シイは丈夫なので住居に使用されていた。
時代が進んでも、日本の住居では木材が使用されてきた。鉄器などの登場により、より精密かつ緻密なものを作れるようになり、飛鳥時代には複雑な木の組み方組み方「木造軸組法」を利用した法隆寺などの建物も誕生した。ヒノキの耐水性を活かした檜風呂もこの後の時代に誕生する。
奈良時代以降は、今日本で使われている箸や食器などとほぼ同じような見た目になる。このころに、木材産業と言われる形になってきている。
木材産業の日本での最盛期は江戸時代と言われる。江戸時代の幕開けとともに江戸城修築と大規模都市開発が激化し、木材は建物の建設・維持だけでなく日用品・エネルギー源としても重要な資材となっていた。災害の度に需要は高まっていった。しかし、木材を1か所を集めたことが原因とみられる大火が多発したことにより、水路が発達した。
明治時代になり、鉄道などの流通網の発展により東京への木材入荷量は飛躍的に向上した一方で、近代・西洋技術の輸入により鉄や石材に立場を奪われつつあった。
大正時代に入ると林業技術の革新・機械製材の普及・製材工場の増設などがあった一方で、高潮や関東大震災により大量の木材が失われるなど木材産業は苦境に立たされた。
昭和に入り太平洋戦争が始まるとともに、木材は軍需品となり市場に出回りにくくなった。終戦後、日本の高度経済成長とともに復活し需要に合わせるために木場を増設したが、東京にある木場が地盤沈下するなどの問題が発生し一時混乱した。同時に、日本に輸入丸太が多く輸入され始め、1964年に輸入が自由化されると自給率は一気に下がり、ピークの2002年には18.8%にまで下がったが、ここ数年は持ち直してきている。

### 世界の歴史
世界では、50万年前の石器(石槍)が見つかっており、人類はこのころからすでに木を加工していたとみられる。また、燃料として多くの地域で使われた。世界で見ると森林分布などに偏りがあるが、木材ではほぼすべての地域で使用されている。産業としては、日本より早い時期に形態をなしている。一方で、国家単位で木材産業が古くから今世紀に至るまで盛んな国は少なく、それは先進国においては顕著にみられる。ヨーロッパでは、石材で建築をするのが一般的でこの流れは古代ギリシアから来ているとされている。また、アメリカではヨーロッパからの移民が多い影響で、地域によって建築材料に大きな差が見られるが、木材を利用した建物はそれほど多くはない。

## 木材の特徴

### 長所
- 熱伝導率が低く、ぬくもりが感じられる[13]。
- 種類が非常に多い[13]。
- 適度な弾力性を持っており、衝撃を吸収するため靴を脱いでいる状態の時にコンクリートなどと比べて疲れにくい[13]。
- 木材から放たれる特有の香りは人をリラックスさせ、ストレスを抑える効果があると言われている。また、ヒノキ、スギ、レッドシダー、イエローシダーなどの一部の種類にはカビや腐蝕菌の増殖を抑え、シロアリを寄せ付けず、ダニの繁殖も抑える効果もあると言われている[13]。

- 加工性が高い[14]。
- 軽量で強いがある[14]。
- 湿度をコントロールする[14]。

### 短所
- 腐朽しやすい[14]。
- 火災に弱い[14]。
- 変形や割れることがある[13]。
- 気候変動等により価格が大きく左右する[13]。
- 産地に偏りがある[13]。

## 種類

### 主な木材とその種類
|        | 素材名         | 主な種類 | 特 徴 | 用 途 |
| ------ | -------------- | --- | --- | --- |
| 針葉樹 | ヒノキ         | イブキ、 サワラ、 タイヒ、 ヒノキ、 ヒバ、 ベイヒ、 ベイヒバ/イエローシダー | 緻密で弾力性があり、腐朽しにくく、耐久性も強い。 独特の香りと光沢がある。 | 柱、土台、造作材、縁甲板、和風建具、和洋家具、器具、船舶、土木、細工物、桶、まな板等家具、高級風呂桶など |
| 針葉樹 | スギ           | コウヤマキ、秋田杉、やなせ杉、屋久杉 | 木肌が美しく、材質が柔らかい。 ・加工しやすいが割れやすい。 ・特有の香りがある。 | 柱、造作材、母屋、桁、垂木、貫、各種下地材などの建築用材料                                               |
| 針葉樹 | パイン（松）   | アカマツ、 イエローパイン、 ウェスタンヘムロック、 エゾマツ、 カラマツ、 クロマツ、 スプルース、 ダグラスファー、 ヒメコマツ、 ファルカタ、 ホワイトウッド、 ホワイトパイン、 ホンジュラスローズウッド、 ラジアタパイン、 ラーチ、 レバノンスギ | 堅さは中くらいできめが細かい。 | 家具、建築用材料など                                                                                     |
| 針葉樹 | ヒバ           | ヒノキアスナロ | 心材は淡黄ないし淡黄褐色で特有のにおいがある。比較的軽く軟らかいが朽ちにくく、湿気に強い。 | 土台、柱、造作、屋根板、建具、家具、木箱、土木用材、漆器等                                               |
| 針葉樹 | スプルース     | シトカスプルース・エンゲルマンスプルース・ウェスタンホワイトスプルース | 材は軽軟で、弾力性がある。肌目は緻密で、加工性に優れ仕上げは良好。 | 建具材など 良質なものは、ピアノの響板やバイオリンの甲板など、楽器材としてももちいる                      |
| 広葉樹 | ローズウッド   | シュリザクラ、 チェリー、 ペアウッド、 ヤマザクラ、 ヨーロピアンチェリー | 硬く、光沢があり、耐久性、強度に優れている。 切った時にバラの花のような香りがするので、 この名がついたといわれる。 | 家具、楽器など                                                                                           |
| 広葉樹 | カリン         | オオミノカリン、インドシタン | 重硬で強度に優れている。 狂いが少なく、耐久性に優れている。質のいいものと悪いものに差が出やすい。のど飴のカリンとは別の種である。                                                                                              | 家具、座卓など                                                                                           |
| 広葉樹 | チーク         | チーク | 硬く、狂いが少ない。 湿気や虫害にも強い。独特な機械油のようなにおいを持つ。 | 家具、造船                                                                                               |
| 広葉樹 | マホガニー     | マホガニー | 金色の光沢をもち、重硬で狂いが少ない。 深みのある独特な色のため、色の名称としても有名。天然乾燥の速度も速く、狂いや割裂も少ない。                                                                                              | 家具、ボード、ヨットなどの内装材                                                                         |
| 広葉樹 | ウォールナット | ウォルナット | 光沢があり、反りや曲がりも少なく、加工は容易で、衝撃、摩耗に強く乾燥後は強靭。 | 家具材、彫刻、工芸品、内装用化粧合板                                                                     |
| 広葉樹 | ナラ(オーク)   | コナラ、カシワ | 北海道に多く、虎斑と呼ばれる文様がある。年輪ははっきりしているが、ブナよりやや硬く乾燥もやや困難である。 | 家具、フローリング材                                                                                     |
| 広葉樹 | マカンバ       | マカンバ(ウダイカンバ) | 散孔材で心材は褐色、辺材は淡桃灰色。やや重く硬いが加工性は良く見た目も良い。強靭であるが耐朽性は低い。 | 内装、敷居、フローリング,家具、合板、化粧単板、器具、靴木型、運道具、楽器等                              |
| 広葉樹 | ブナ           | イヌブナ | 心材は形成しないが、濃色で不規則な横断面の偽心材を伴うのが普通である。木肌は細かい。耐朽性は小さいので伐倒後すぐに予備防腐処理をするか、製材、乾燥を実行しないと変色しやすい。加工性は中程度であるが、乾燥による狂いが大きい。 | 家具、器具、フローリング、漆器素地、梱包、パルプ等                                                       |
| 広葉樹 | タモ           | シオジ、トネリコ、アオダモ、ヤチダモ | 北海道に多く、境目と年輪が明瞭。 ・肌目があらいが、加工性がよい。 | 造作、内装材、装飾、家具、運道具、合板、器具等                                                           |
| 広葉樹 | キリ           | イペ、 キリ | 軽く、湿気に強い。 木肌が美しくやわらかい。 | 高級和タンス                                                                                             |
| 広葉樹 | サクラ         | ヤマザクラ、シウリザクラ、ウワミズザクラ | きめが細かく、重硬で光沢がある。 近年、家具用の大きなものの産出が少なくなっている。 | 家具 ヤマザクラの樹皮の内側は咳などの漢方になる                                                          |
| 広葉樹 | ラワン         | フタバガキ | 軽く、柔かいので加工がしやすい。 湿度に弱く、虫に食われやすいなど耐久性に劣る。 | 合板、建築材、家具用芯材、箱材                                                                           |
| 広葉樹 | カバ           | アサダ、 オルダー、 シラカバ、 ダケカンバ、 バーチ、 マカバ | 重硬で均等な材。肌目はち密で上品な風合がある。 加工性も良い。 | 家具 |

(この項目は全てより引用)

### 材木の切り出し方の類別

#### 角材
切り口が四角の棒状の材料で、無垢で作られたものや、集成材で作られたものがあり、 棚の骨組みやテーブルの脚などに使用される。

#### 丸棒
切り口が丸棒状の材料。原木から皮を剥いだだけのものから、伸ばし棒のサイズまであり、椅子などの脚や大きいものだと大黒柱のような柱として用いられる。

#### 羽目板
板の端をはめ合わせられるように凸凹の加工が施された材料。パネル式に連続して貼ることが出来、床のフローリングとしてや壁・腰壁、天井にはる際に使用する。

#### すのこ
角材に薄い板材を打ち付けたもので、防湿のために風呂場の床や押し入れの床部に置いて使用するが、手軽に使えることからDIYでも人気が高まっている。

#### CLT
ひき板を繊維方向が直交するように積層接着した構造材の一種で、1990年代にオーストリアを中心に発展し、日本でも中・大規模建築の新たな材料として注目を集めている。ひき板をクロス上に配列することにより、強度が高く、安定した寸法を生産でき、それらを床や壁に使用する。

#### 集成材
ひき板を繊維方向が同方向になるように積層接着した構造材の一種。木材の欠点である品質や強度のバラつきが少なく、一般住宅から大規模建築まで幅広く使用され、特に寸法形状の自由度が高く、建築物の木造化の促進に貢献している。木目の美しい部分を接着剤で組み合わせているので見た目もよい。

#### LVL
かつらむきした木材を繊維方向が同方向になるように積層接着した構造材のことを指す。合板と同じく、強度、寸法の安定化が特徴であり、直交させながら積層することで、強度が高くなり、割れにくくなります。また、構造用合板はJAS（日本農林規格）に基づいて製造されている。

#### 合板/ベニヤ板
木を薄く桂むきのようにしたもの単板と言い、それを繊維方向が縦横と互い違いになるよう重ね接着剤で張り合わせたもので、使い道は様々あり、合板の中にも様々な種類がある。

#### SPF材
Spruce（えそ松）とPine（松）Fir（もみ）の3種類の総称。材質は柔らかく比較的軽量で、DIYなどによく用いられる。

### 規格
主に
- JAS(日本農林規格)
- JIS(日本工業規格)
- AQ(優良木質建材等認証)

の3つがあげられる。これらのマークは木材製品の取引が公正におこなわれ、生産の効率を高め、そして消費者の信頼を得る事などを主な目的として制定された。「AQ」は、近代化に伴い今までの規格では次々出てくる新しい技術や新製品に対応が難しくなった事から、は1973年に新しく制定された。

## 日本の木材産業

### 建築
日本では古くから木造建築が主流であり、それは現在でも変わらない。建築用木材の供給量としては、減少傾向があったものの、木材の耐震や耐久性そして、新しい技術による耐火塗装を施した耐火性に再び関心が集まり、近年では回復傾向にある。また、2010年に施行された公共建築物等木材利用促進法により、公共建築物での木材利用が進んでいる。

### 製紙
機械生産は19世紀から始まり、現在は間伐材などから木材チップを作りそれをパルプにしている。桜、ヒバ、杉、ヒノキなどが主なチップの原料である。最近では、森林経営にも積極的に関わる会社も増えてきている。

### その他
人工林の間伐材は未成熟で、十分な大きさでないため割り箸やチップ・合板として利用される。また、木材チップを燃やし、発電する木質バイオマス発電という発電方法が近年注目を浴びている。

## 問題点

### 日本での問題

#### 自給率の低迷
現在、日本に流通している木材の60%が輸入丸太等の輸入材である。1964年に始まった木材の輸入自由化により、高価で輸入品と比べるとやや小ぶりである国産材は市場を追いやられた。その結果、2002年には国産材の流通量が全体の18.8%まで低迷した。近年では、国産材が見直され公共建築物等木材利用促進法などの効果もあって国産材の需要が高まっている。

#### 少子高齢化
日本の一次産業の中で、特に林業の高齢化率は著しく30%にまで達する年もあった。近年では、支援事業等の拡充により新規就職者が増え始めているが、過疎化のスピードに追い付かず、間伐等の手入れがされていない影響により、木材の品質が悪化することが懸念されている。

#### 花粉症
日本では1945年ごろから、戦争により荒れ果てた林野の復興並びにこの先需要が見込まれるため、スギ・ヒノキを植林した。また、都市部では地面が舗装され花粉が舞い上がりやすくなった。その結果花粉が多く飛散し、花粉症の症状が現れる人が多くなった。近年では、国立研究開発法人 森林研究・整備機構森林総合研究所林木育種センターが、無花粉スギ・少花粉スギを品種改良により開発し、林野庁が林業従事者に植樹を奨励している。

### 世界全体での問題

#### 違法伐採
木材は、人工物ではなく天然物であるため、種により分布に偏りがある。その中でも高級木材になる木が多い東南アジアの熱帯雨林では、違法伐採が深刻化しており、元の状態になるのには100年以上はかかるといわれている。こうした違法に伐採された木材の流通が問題となっており、輸出国における森林減少など地球環境の破壊につながるばかりか、違法に生産された不当に安い木材製品により輸入国の林業や木材産業に大きな打撃を与える深刻な問題で、日本ではこれまで法令による正しい手続きで生産された「合法木材」の積極的な利用を呼びかけていて「合法木材推進マーク」はこの活動を促進するためのマークである。
さらに平成28年には「クリーンウッド法」が制定され、民間事業者に対しても政府調達で求められている合法的に伐採された木材の利用を促している。
また、2003年にEUなどにより、FLEGT(森林法、施行、ガバナンス及び貿易)行動計画が策定された。違法伐採による深刻な環境的、経済的、社会的影響に立ち向かうために、アジア、アフリカなどの生産国や地域の法律に従い、税金を支払い、環境及び地域住民に対し責任のある事業を行うことにより違法伐採の撲滅を目指している。この行動計画は当初、違法材のEUへの流入を回避を目的としたが、今ではEU外でも加入している国が多くあり、日本でも参加している。合法材の供給を促進させ、責任ある管理の行われている森林から生産される木材への需要を増加させ、長期的には持続可能な森林管理を目標としている。

## 世界の木材産業
木材産業が盛んな国は主に、カナダ、アメリカ、オーストラリア、ロシアなどがあげられる。これらの国では、土地が平らな場所で、一斉植樹・一斉伐採を行い、機械により大規模に行っている。また、これらの国では、違法伐採の根絶をめざし、様々な法律が制定され、一年の許容伐採数など、環境への影響を配慮し様々な制約を設けている。